# Missionarie francescane della Divina Maternità
Le Missionarie Francescane della Divina Maternità (in inglese Franciscan Missionaries of the Divine Motherhood) sono un istituto religioso femminile di diritto pontificio: le suore di questa congregazione pospongono al loro nome la sigla F.M.D.M.

## Storia
Le origini della congregazione risalgono alla comunità di terziarie francescane organizzata a nel 1873 a Rochdale da Alice Ingham. La comunità fu approvata nel 1882 dal vescovo Herbert Vaughan, che impiegò le religiose come domestiche nel suo seminario missionario. La Ingham lasciò presto il seminario di Mill Hill e, insieme con due compagne, si trasferì a Hampstead, formando una congregazione distinta: le religiose presero l'abito francescano nel 1887.
La congregazione, nonostante il sostegno del vescovo di Portsmouth, si trovò presto in decadenza e si ridusse alla sola comunità di Aldershot: fu Blanche Muriel Spring, entrata nella congregazione nel 1917, a ridare vitalità all'istituto, mutando il titolo e rinnovando le costituzioni.
La Spring, ritenuta fondatrice dell'istituto, orientò la congregazione al lavoro nelle cliniche di maternità, anche se la Santa Sede non consentiva ancora alle religiose di praticare l'ostetricia: poiché il vescovo di Southwark, diversamente da quello di Portsmouth, aveva approvato le nuove finalità dell'istituto, il noviziato fi trasferito a Guildford.
L'istituto si sviluppò rapidamente: fondò le sue prime missioni in Africa nel 1946, in Asia nel 1947, in Oceania nel 1961, negli Stati Uniti nel 1962 e nel 1967 in Giordania.
La congregazione, aggregata all'Ordine dei Frati Minori dal 22 maggio 1946, ricevette il pontificio decreto di lode nel 1951 e le sue costituzioni furono approvate definitivamente nel 1963.

## Attività e diffusione
Le suore si dedicano alla cura e all'assisistenza a orfani, anziani e ammalati e alla direzione di cliniche di maternità.
Sono presenti in Europa (Irlanda, Italia, Regno Unito), in Africa (Nigeria, Zambia, Zimbabwe), in Asia (Malaysia, Singapore) e in Australia; la sede generalizia è a Godalming.
Alla fine del 2008 la congregazione contava 300 religiose in 52 case.